# Mimosa furfuracea
Mimosa furfuracea är en ärtväxtart som beskrevs av George Bentham. Mimosa furfuracea ingår i släktet mimosor, och familjen ärtväxter. IUCN kategoriserar arten globalt som livskraftig.

## Underarter
Arten delas in i följande underarter:
- M. f. catharinensis
- M. f. furfuracea
- M. f. paranensis